# Gelis fumipennis
Gelis fumipennis là một loài tò vò trong họ Ichneumonidae.